# Ujung Bondar
Ujung Bondar is een bestuurslaag in het regentschap Simalungun van de provincie Noord-Sumatra, Indonesië. Ujung Bondar telt 1326 inwoners (volkstelling 2010).